# Dean Barrow
Dean Oliver Barrow (Belize City, 2 maart 1951) is een Belizaans politicus. Tussen 2008 en 2020 was hij de premier van Belize. Hij is lid van de conservatieve United Democratic Party (UDP) en was tijdens zijn premierschap de leider van deze partij.

## Biografie
Barrow was oorspronkelijk advocaat van beroep. Hij maakte zijn intrede in de politiek in 1983, toen hij werd verkozen in de gemeenteraad van Belize City. Van 1984 tot 1989 was Barrow minister van Buitenlandse Zaken in het eerste kabinet van premier Manuel Esquivel, een functie de hij nogmaals bekleedde tijdens Esquivels tweede regeerperiode (1993-1998). In deze laatstgenoemde periode was Barrow bovendien vicepremier.
Nadat de UDP in 1998 een stevige verkiezingsnederlaag leed, en Esquivel moest opstappen, werd Barrow de nieuwe partijleider. Hij voerde vervolgens tien jaar lang oppositie tegen de regering van Said Musa (PUP). Waar het hem bij de verkiezingen van 2003 niet lukte om Musa te verslaan, lukte dit vijf jaar later wel. Op 8 februari 2008 begon Barrow aan zijn eerste termijn als premier van Belize. In 2012 en 2015 werd hij herkozen.
Na drie volledige termijnen als premier mocht Barrow zich bij de verkiezingen van 2020 niet opnieuw herkiesbaar stellen. Hij werd op 12 november van dat jaar opgevolgd door PUP-leider Johnny Briceño.